# Вонкаоя
Во́нкао́я (фин. Vonkaoja) — река в России, протекает по территории Элисенваарского и Куркиёкского сельских поселений Лахденпохского района Республики Карелии. Длина реки — 14 км.

## Общие сведения

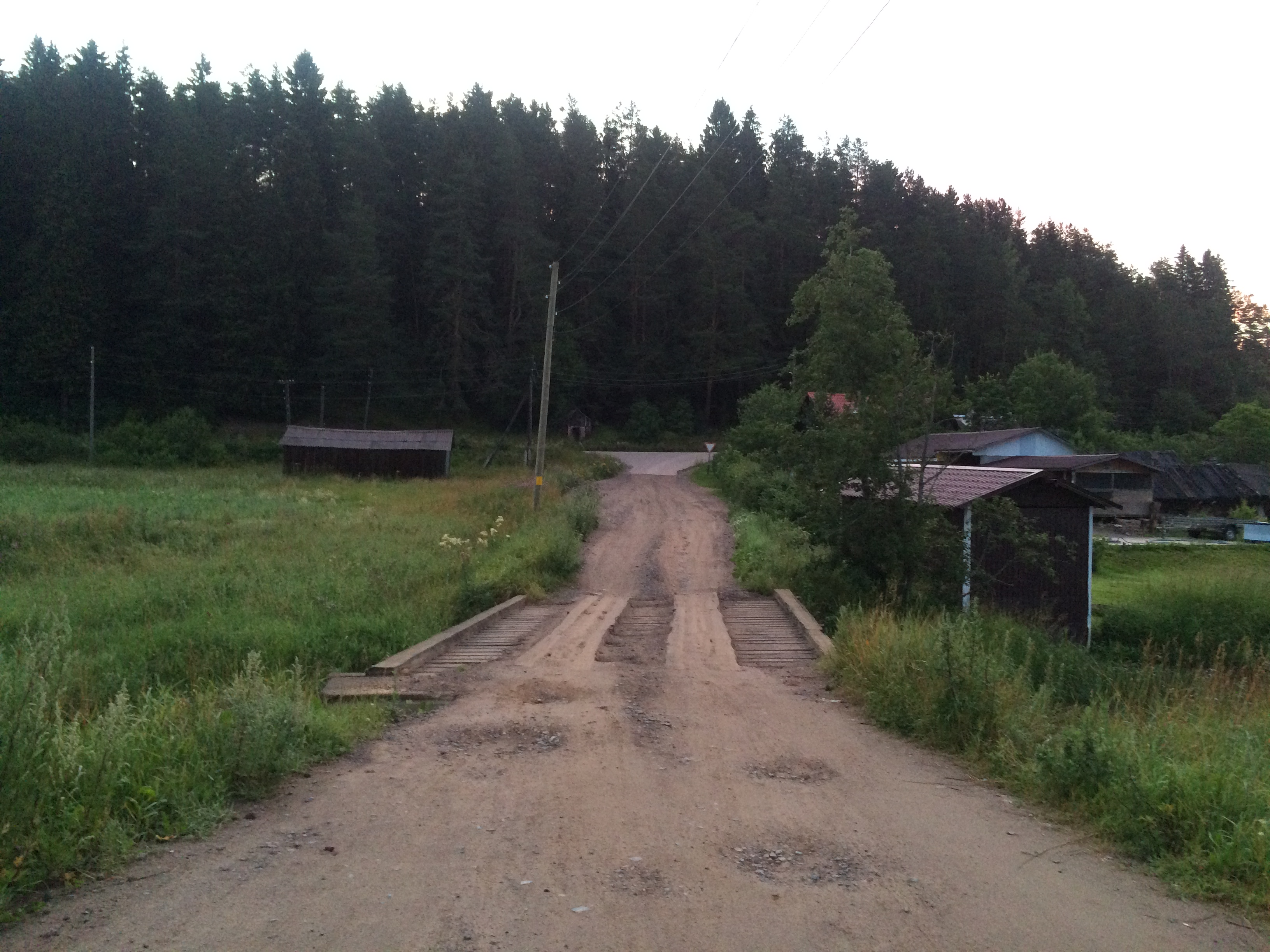
Автомобильный мост

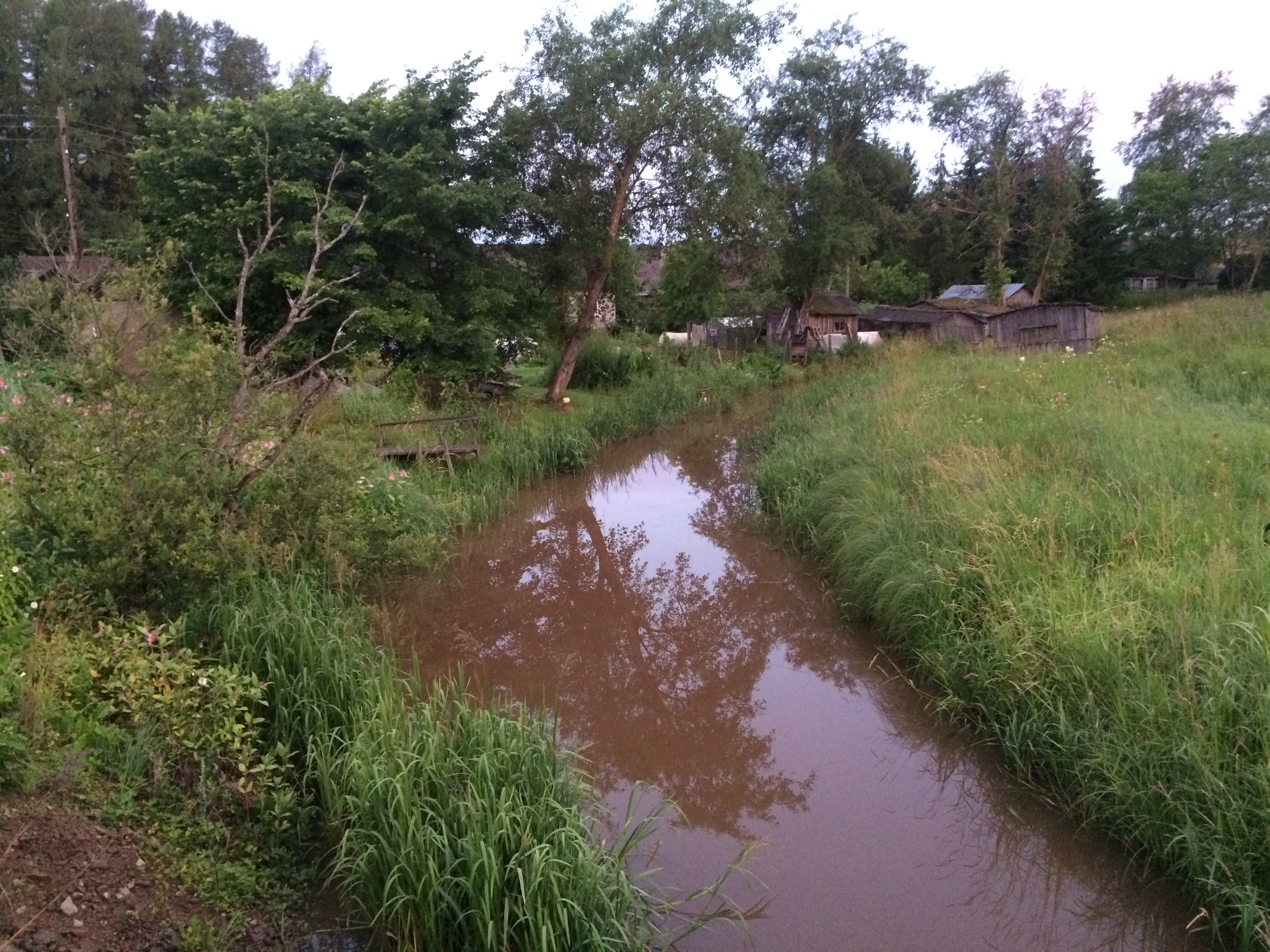
Вид против течения

Река берёт начало из болота Пирхосуо, близ бывшего колхоза «За Родину» и далее течёт преимущественно в юго-юго-восточном направлении.
Река в общей сложности имеет 28 малых притоков суммарной длиной 45 км.
Впадает на территории посёлка Куркиёки на высоте выше 5,1 м над уровнем моря в реку Рахоланйоки, впадающую, в свою очередь, в Ладожское озеро.
Название реки переводится с финского языка как «ручей с разливами».
Код объекта в государственном водном реестре — 01040300212202000010662.